# Schéma de la ligne de Château-Thierry à Oulchy - Breny
Cette page est une annexe de l'article « Ligne de Château-Thierry à Oulchy - Breny ».
|  | LSTR |

| uexSTR+l | uexhKRZWaeq | uexSTR+r | SHI2gr~L | STR~R | b |

| uexSTR | WASSER | uexKBHFe | c | vBHF | b | cd |

| 94,488 |
| 0,000  |

| uexSTR | WASSERl | WASSER+r | xABZgl | STRq | LSTRq |  |

| uexKRWl | uexKRW+r | WASSER | exSTR | b |  |

| uexSTR | WASSERl | RP2oW | WASSERq |  |

| uexSTRl | uexSTRq | uexSKRZ-G2uq | uexLSTRq |  |

| exBHF |

| exSTR |

| extCSTRea |

| LSHI1+rq | xtKRZ | LSHI1lq |

| Paris-Est     |
| Strasbourg-V. |

| extSTRe@f |

| lDSTRq |

| exBHF |

| exBHF |

| LSTRq | STR+r | exSTR~R |  |

| vers Reims   |
| via Bazoches |

| STR~L | exBS2r |  |

| 25,1xx  |
| 101,236 |

| uexLSTRq | uexSTR+r | STR | b |  |

| uexKBHFe | eBHF | b |

| 28,263 |
| 98,014 |

| LSTR |

| vers Meaux   |
| via Trilport |